# ویرجین مگاستورز
ویرجین مگاستورز (انگلیسی: Virgin Megastores) شرکت خرده‌فروشی بریتانیایی است، که در سال ۱۹۷۱ توسط ریچارد برانسون تأسیس شد.